# Ruidoso Lookout Tower
La Ruidoso Lookout Tower est une tour de guet américaine dans le comté de Lincoln, au Nouveau-Mexique. Protégé au sein de la forêt nationale de Lincoln, cet édicule construit en 1940 est inscrit au Registre national des lieux historiques depuis le 27 janvier 1988 et il fait par ailleurs partie des New Mexico State Register of Cultural Properties depuis le 4 mars 1988.